# Puli Space Technologies
Puli Space Technologies (названа в честь угорської породи собак «пулі») — угорська компанія, створена групою приватних осіб в червні 2010 року для участі в конкурсі Google Lunar X Prize та інших змагань.